# Agostino Tassi

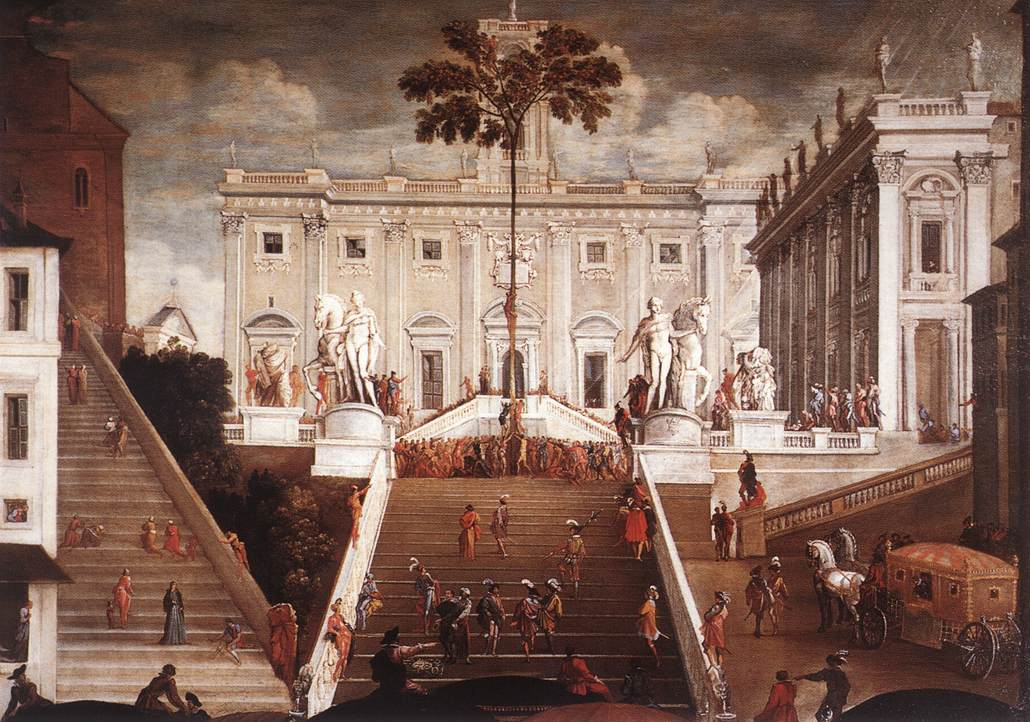
Competición de cucaña en el Capitolio, (ca. 1630), Roma, Museo Capitolino.

Agostino Tassi Buonamici (Perugia, 1566-Roma, 1644) fue un pintor italiano tardomanierista. En Roma, intentó robar los cuadros del pintor Orazio Gentileschi, además de planear el asesinato de su propia esposa, y fue condenado por violar a su alumna Artemisia Gentileschi.

## Biografía
Influido por el arte nórdico de Paul Brill y Adam Elsheimer, trabajó inicialmente en Toscana (1594-1608) y después en Génova. Desde 1610 se estableció definitivamente en Roma, donde trabajó como paisajista; en su taller se formó Claude Lorrain. En su madurez se acercó al clasicismo boloñés del Domenichino. Experto en el arte del trompe-l’oeil, intervino en la decoración de diversos palacios y villas de Roma y sus entornos: Casino Ludovisi, Palacio del Quirinal, Palacio Pamphili, Palacio Rospigliosi, etc.
En mayo de 1611 violó a Artemisia Gentileschi, conocida pintora hija del también artista Orazio Gentileschi, quien había confiado en él para enseñar a la joven. Tras un controvertido proceso, Tassi, que había prometido matrimonio a Artemisia estando casado, fue condenado por estupro, difamación a Orazio y presentación de testigos falsos a cinco años de trabajos forzados o el destierro de Roma, siendo esta última opción la elegida por el violador.